# Bashi
Pour les articles homonymes, voir Bashi.
 (août 2020).
Si vous disposez d'ouvrages ou d'articles de référence ou si vous connaissez des sites web de qualité traitant du thème abordé ici, merci de compléter l'article en donnant les références utiles à sa vérifiabilité et en les liant à la section « Notes et références ».
Les Bashi sont une population bantoue (10 a 25 millions) d'Afrique centrale établie principalement dans le Bushi – ou territoire des Bashi – à l'extrême est de la république démocratique du Congo, sur les territoires de Walungu, Kabare, une partie de Mwenga, Kalehe une partie de fizi et de shabundaet Uvira. Leur ville de référence est Bukavu. 
Ils sont aussi largement présent dans le Nord Kivu et à Goma. C'est le groupe Ethnique le plus rependu en République démocratique du Congo car ils sont partout, dans chaque ville et surtout à Kinshasa. Ils sont aussi avec les Nande le groupe le plus entreprenant

## Ethnonymie
Le mot Mushi désigne un habitant du Bushi. Ce territoire du Bushi est habité par les Ba-shi au pluriel, dont le singulier est Mu-shi.
La langue des habitants du Bushi est le Mashi. « Shi » intervient donc plus comme un radical pouvant revêtir plusieurs préfixes et ainsi changer de sens. C'est donc une francisation qui a donné lieu au vocable « shi » qui est en fait un morphème.
Selon les sources on observe plusieurs variantes : Amashi, Bashi, Shis. Les Bashi étaient un des  redoutables royaumes établis dans l'est  de la république démocratique du Congo, vers les XVIIe – XIXe siècles, avec comme chef suprême  le  Mwami Kabare ; puis ce royaume s'est scindé en plusieurs autres petits royaumes allant de Kabare vers Walungu, Mwenga, Kalehe, et d'autres territoires environnant.

## Clans et totems des Bashi
Tableau représentatif des clans avec leurs totems[réf. nécessaire]
| Appellation du clan                                    | Terme en Mashi | Terme en Français |
| ------------------------------------------------------ | -------------- | ----------------- |
| Babambo                                                | Kafunzi        | Roitelet          |
| Babirizi                                               | nkwale         | Perdrix           |
| Babofa                                                 | Nyamwisisi     | Bergeronnette     |
| Babwanda                                               | Cibuzi         | Mouton            |
| Badaha                                                 | Nyamwisisi     | Bergeronnette     |
| Bafunda                                                | Nyamwisisi     | Bergeronnette     |
| Bagomba                                                | Kafunzi        | Roitelet          |
| Bahamba                                                | Ngabi          | Antilope grise    |
| Bahande                                                | Mpene          | Chèvre            |
| Bahanga                                                | Mbogo          | Buffle            |
| Bahangarhwa                                            | Cinonera       | Criquet gris      |
| Bahesi                                                 | Igu            | Python            |
| Bahondwa                                               | Kafunzi        | Roitelet          |
| Bakanga                                                | Kabambali      | Silure            |
| Bakangarhwa                                            | Kabwa          | Chien             |
| Bakumu                                                 | Musimbi        | Serval            |
| Balamba                                                | Katunzi        | Roitelet          |
| Balangiro                                              | Ngwi           | léopard           |
| Balega ou Bashebeshe                                   | Kafunzi        | Roitelet          |
| Balinja                                                | Kafunzi        | Roitelet          |
| Balinzi ou Babulinzi                                   | Musimbi        | Serval            |
| Baloho                                                 | Mushiku        | Chimpanzé         |
| Baluku                                                 | Hungwe         | Corbeau           |
| Balumbu                                                | Mbogo          | Buffle            |
| Banjoga                                                | Hungwe         | Corbeau           |
| Banyakaduma                                            | Mfuko          | Taupe             |
| Banyacianga                                            | Kabwa          | Chien             |
| Banyacidaha                                            | Cibiribiri     | Chouette          |
| Banyacivula                                            | Lumve          | Caméléon          |
| Banyacivuno                                            | Cibiribiri     | Chouette          |
| Banyacoya                                              | Musimbi        | Serval            |
| Banyakabwa                                             | Kabwa          | Chien             |
| Banyakadusi                                            | Nyange         | Ibis              |
| Banyalenge                                             | Ngwi           | Léopard           |
| Banyalunu                                              | Cibiribiri     | Chouette          |
| Banyalwenge                                            | Nyambwe        | Chacal            |
| Banyalwizi                                             | Kabwa          | chien             |
| Banyamahanzi                                           | Luzige         | Sauterelle        |
| Banyamalindye                                          | Kabwa          | Chien             |
| Banyambala                                             | Kafaa          | Civette           |
| Banyambiriri                                           | Ngulube        | Cochon            |
| Banyamubira                                            | Hungwe         | Corbeau           |
| Banyamukali                                            | Cikere         | Crapaud           |
| Banyamungere                                           | nkafu          | Vache             |
| Banyamwoca                                             | Ngwi           | Léopard           |
| Banyanguru                                             | Musherebera    | Lézard            |
| Banyehya                                               | kabwa          | Chien             |
| Banyibamba                                             | Musimbi        | Serval            |
| Banyihoka ou Bazimule                                  | Ngwi           | Léopard           |
| Banyintu Les banyintu sont un clan de guerriers Ntwali | Nyange         | Ibis              |
| Banyitumu                                              | Nyambwe        | Chacal            |
| Banyihi                                                | Kabwa          | Chien             |
| Banyungu                                               | Muhangali      | Grue couronnée    |
| BARHANA                                                | HUNGWE         | CORBEAU           |
| BARHEMBO                                               | NJUZI          | CHAT-TIGRE        |
| BARHUNGU                                               | LUMVE          | CAMELEON          |
| Barhungurhwa                                           | Cinonera       | Criquet gris      |
| Basarazi                                               | Igu            | Python            |
| Bashangwa                                              | Njuzi          | Chat-tigre        |
| Bashanja                                               | Kafunzi        | Roitelet          |
| Basheke ou Banyalugono                                 | Musheke        | Criquet vert      |
| Bashimbi                                               | Lubaka         | Épervier          |
| Bashinjahavu ou Beega                                  | Cikere         | Crapaud           |
| Bashoho                                                | Cikere         | Crapaud           |
| Basibula                                               | njuzi          | Chat-tigre        |
| Basibula-bahande                                       | Lutangulira    | Araignée          |
| Batanga                                                | Kabwa          | Chien             |
| BATUMBA ou BALAMBO                                     | NGWI           | LEOPARD           |
| BATWALUSHULI                                           | NYANGE         | IBIS              |
| BAZIRALO                                               | MBUKULE        | ANTILOPPE         |
| BAZIRAMPENE                                            | MPENE          | CHEVRE            |
| BISHAZA                                                | KABWA          | CHIEN             |
| BWOZI (BASOSE ou BANYANKOLE)                           | NGWI           | LEOPARD           |

## Géographie
Le Bushi, en zone équatoriale, est logé dans les massifs de Mitumba sur le versant ouest de la vallée du Rift. Ce positionnement dans les montagnes lui confère un climat doux et sec, mieux un climat d'altitude. En effet, l'air est légèrement sec au Bushi et les températures s'élèvent à un maximum de 28 °C contre un minimum de 18 °C. La moyenne annuelle est donc de 24 °C. Cette température douce donne un caractère agréable à toute la région du Bushi ; jamais très chaud et jamais très froid.
On y connaît deux saisons : la saison de pluie, qui dure de mi-septembre à début juin, et la saison sèche. Au Bushi il pleut régulièrement et le soleil est rarement très chaud. Les rares fois qu'il chauffe fort, il ne dépasse pas 28 °C. En conséquence, la végétation est quasi-verte pendant toute l'année.

Major ethnilinguistic groupe on Democratic Republic of Congo

## Agriculture
Les Bashi pratiquent une agriculture de subsistance. Celle-ci tire profit de la proximité des zones volcaniques dont le sol est très fertile et de son climat. Ainsi au Bushi on récolte deux fois l'an pour les cultures de base. Ce sont principalement le haricot, le maïs, le sorgho, les patates (pommes de terre et patates douces), igname, etc. Le manioc constitue une des plantes très répandues. En moyenne, chaque famille possède un jardin potager dans lequel elle cultive toute sorte de légumes. La culture des bananes est très dominante. En effet, en milieu rural, chaque ménage possède ses champs et sa bananeraie. Les bananes sont de plusieurs types et remplissent plusieurs fonctions. Il existe un type de bananes destiné à faire l'alcool local, appelé Kasigsi. Un autre type est destiné à être mangé comme fruit, alors qu'un autre peut être cuit et mangé en accompagnement ou remplacement de la pomme de terre. Les plantains sont un autre type, et sont destinés à être cuit, mûrs ou quand ils sont encore verts.

## Élevage
La vache est l'animal le plus élevé. Il constitue une richesse pour la famille et une référence sociale. Étant donné que les régimes qui ont occupé le congo n'ont pas promu l'investissement bancaire, les bashi ont appris à convertir leurs avoirs en vaches. Ainsi,le nombre de vaches que l'on possède donne un statut social visible. Lors des mariages, le jeune fiancé doit offrir des vaches en dot à sa belle famille. La vache est élevée aussi pour produire du lait. Le lait est consommé frais ou converti en fromage. Le plus courant est du fromage blanc, nommé Mashanza.
Les Bashi sont fervents éleveurs de chèvres, de poules, et des petits bétails comme les lapins. Les dernières decades ont vu s'accroître l'élevage des porcs.
L'élevage sert à la fois comme réserve de valeur et bien d'échange, mais aussi pour l'alimentation

## Organisation sociale
Les Bashi sont organisés dans un système féodal décentralisé. Ainsi chaque ménage est détenteur d'un terrain sur lequel il établit sa résidence et y pratique les cultures nécessaires pour sa subsistance. Au Bushi, acheter de la nourriture est signe de pauvreté.
Sur le plan politique, les Bashi sont regroupés en plusieurs royautés souveraines. Il en existe huit (Burhinyi, Kaziba, Lwindi, Ngweshe, Kabare, Nindja, Chinda, Luhwindja). Ces royautés sont dirigées par un Mwami. Les plus connus sont le Mwami Bashengezi Muganga (NaBurhinyi), Chimanye Nakaziba, Ngweshe XV,  Weza III, Pierre J-M.J. Ndatabaye Muhigirwa, Kabare, NaNidja et NaLuhwindja. Dans la gestion de son pouvoir, le mwami est secondé par un conseil de sages, un parlement représentant non seulement sa cour, mais aussi chacun des groupements composant sa royauté. Pour l'administration courante, chaque royauté est divisé en groupement. En guise d'exemple, Ngweshe est constitué de 16 groupements (Walungu, Izege, Ikoma, Lurhala, Kaniola, Mulamba, Mushinga, Muzinzi, Nduba, Nyangezi, Kamisimbi, Lubona, Rubimbi, Irongo, Luciga  et Kamanyola). Chaque groupement est dirigé par un représentant du Mwami, un chef de groupement, qui exerce son pouvoir par délégation. Le groupement est à son tour subdivisé en villages, dont chacun est dirigé aussi par un représentant du Mwami. À ce niveau, le pouvoir du Mwami est très proche des administrés dans la mesure où c'est à celui-ci qu'il revient d'assurer la justice distributive au nom du Mwami. Il répartit et octroie des terres aux habitants, il assure la cohabitation et organise la sécurité dans les quartiers du village.

## Économie
Outre les richesses liées à l'élevage et à l'agriculture, le Bushi est une réserve de minerais de cassitérite, d'or, de colombite-tantalite (coltan). On estime à plus de 100 ans la période humaine d'exploitation des ressources du sous-sol du Bushi. La colonisation belge a permis aussi l'érection dans le Bushi de plusieurs plantations et usines de traitement du thé, du café, du quinquina (Pharmakina, Gombo, Nyandja, l'usine à chaux de Ciranga Lwiro, avant d’arriver à l’hôpital Général de Fomulac).
Les centres de recherches sont diversifiés : recherche pharmaceutique, recherche en phytothérapie, recherche agricole (INERA), en séismologie (Lwiro). Par ailleurs, nous pouvons aussi signaler que nous avons aussi le source d'eau en ébullition à 100 °C dû à l'effondrement du volcan du Kahuzi Biega. Chez les Bashis cette eau chaude sert comme médicament pour plusieurs maladies, etc.

## Culture
Les Bashis connaissent une production culturelle assez variée. Leur littérature a reçu ses lettres de noblesse à partir des écrits de l'abbé Kagaragu Ntabaza. Son chef-d'œuvre Emigani bali bantu est un recueil de proverbes. Il en a conté des milliers et ceux-ci portent sur tous les secteurs de la vie (justice, famille, spiritualité, économie, éducation, etc.)